# 레노버
레노버 그룹 주식회사(영어: Lenovo Group Ltd., 중국어: 联想集团有限公司 렌샹집단유한공사[*])은 중화인민공화국 최대의 다국적 민영 기업이다. 스마트폰, 노트북 컴퓨터, 프로젝터, 데스크톱 컴퓨터, 워크스테이션, 서버, 스토리지 드라이브, IT 관리 소프트웨어 및 관련 서비스등 다양한 제품을 제조하고 판매하고있다.
2001년 휴대폰 사업에 진출하였으며, 2005년에 IBM의 PC 부문을 인수 합병한 뒤부터 노트북 판매를 시작하였다.
레노버는 미화 460억 달러 규모의 포춘 500대 기업이고 혁신적인 개인용, 기업용, 엔터프라이즈 기술을 제공하고 있는 업계 선도주자이다. 고품질의 안정된 제품과 서비스 포트폴리오는 전설적인 노트북 브랜드인 씽크패드 및 씽크패드 요가 시리즈, 워크스테이션, 서버, 스토리지, 스마트 TV, 모토롤라 브랜드를 포함한 스마트폰 제품군, 태블릿, 앱 등으로 구성된다.

## 로고

2003년부터 2015년 5월 25일까지 사용된로고
현재로고

## 제품

### PCG(PC Group)
씽크(THINK) 시리즈
레노버의 씽크(THINK) 제품군에는 씽크패드(ThinkPad) 노트북, 씽크센터(ThinkCentre) 데스크톱, 씽크비전(ThinkVision) 모니터, 씽크스테이션(ThinkStation) 워크스테이션, 씽크서버(ThinkServer), 리젼(LEGION)이 포함된다.
오랜 기간 동안 혁신성과 우수성이 입증된 씽크패드는 20여 년 동안 PC 업계의 아이콘이 되었으며 현재까지 1억대 대 이상의 씽크패드가 판매되었다. 씽크패드 디자인은 계속해서 진화해왔으며, 레노버의 고객들은 저명한 씽크패드의 일관성과 신뢰성, 내구성에 대해 지속적으로 높게 평가하고 있다. 레노버는 씽크패드의 명성을 이어가기 위해 일상적 사용환경보다 훨씬 더 엄격한 군용 사양의 테스트를 시행한다. 씽크패드의 빨간 트랙포인트(이른바 빨콩), 멀티 터치 터치패드, 인체 공학적 키와 편리한 멀티미디어 버튼은 최고의 입력장치로도 유명하다.
레노버는 씽크패드 X, T, W 시리즈 등의 기업용 제품과 가성비 좋은 기업용 제품군인 E 시리즈 등을 국내에 출시해 활발히 판매 중이다.
레노버 리전(LEGION) 브랜드는 게이밍 데스크탑과 노트북으로 이루어진 브랜드로 게임에 특화된 PC군의 브랜드이다. 최근 성장하고 있는 게이밍 브랜드로써 PC 뿐만 아니라 키보드, 마우스 등의 주변기기로도
확장해 나가고 있다. 특히 LEGION 데스크탑은 국내 외산 브랜드 1위를 하는 등 지속 성장하고 있다.
레노버(Lenovo) 시리즈
레노버 제품군은 레노버의 소비자용 제품 브랜드로 소비자용 PC 시장에서 확고한 입지를 구축하고 있다. 레노버는 고객의 생활을 보다 즐겁게 만든다는 사명감으로 레노버 브랜드 PC를 설계한다.
이외에도 강력한 멀티미디어 성능을 제공하는 Y와 Z 시리즈가 있으며 멀티모드를 제공하는 요가, 플렉스 시리즈는 혁신적인 디자인으로 하이브리드 노트북 시장을 공격적으로 공략하고 있다.

### MBG(Mobile Business Group)
레노버는 태블릿과 스마트폰을 포함한 모바일 인터넷 기기는 물론, 클라우드 컴퓨팅, 스마트 TV, 디지털 홈과 같은 새로운 시장을 위한 제품 개발에 집중하기 위해 모바일 비즈니스 그룹(Mobile Business Group, MBG)을 신설했다. 2014년에는 모토로라 인수로 세계 3위 스마트폰 업체가 되었다.
레노버는 비즈니스용 태블릿인 씽크패드 태블릿 제품군과 엔터테인먼트 기능을 강조하는 레노버 제품군으로 나누어 각 제품군별 역할에 충실한 태블릿을 출시했다.
2014년 10월에 국내에 출시된 요가 태블릿 2 제품군은 4가지 모드로 활용 가능한 혁신적인 태블릿이다. 특히 요가 태블릿 2 프로는 업계 최초로 프로젝터를 탑재한 태블릿으로 홈 엔터테인먼트 분야의 혁신을 가져왔다.

### EBG(Enterprise Business Group)
미국 모리스빌에 본사를 두고 있으며 서버, 스토리지, 소프트웨어 사업을 담당하는 엔터프라이즈 사업 그룹(EBG)은 IBM의 x86 서버 사업을 인수하며 서버 시장 점유율 3위로 올라섰다. 레노버는 스토리지, 서버, 네트워킹과 관련된 엔터프라이즈 서비스를 최종 고객에게 직접 제공하며 엔터프라이즈 시장의 선도 기업이 되고자 한다.
최근 레노버는 국내에서도 x86 서버 사업부와 성공적으로 조직 통합을 마무리했다. 한국레노버는 2015 레노버 서버 솔루션 페어를 통해 업계 리더십을 강조하는 한편, 최신 인텔 제온 프로세서를 탑재한 보안 서버 System x M5를 출시하며 시장공략에 나섰다.

## 같이 보기
- 컴퓨터 시스템 제조업체 목록
- 중화인민공화국의 기업 목록